# 4-Stunden-Rennen von Silverstone 1997

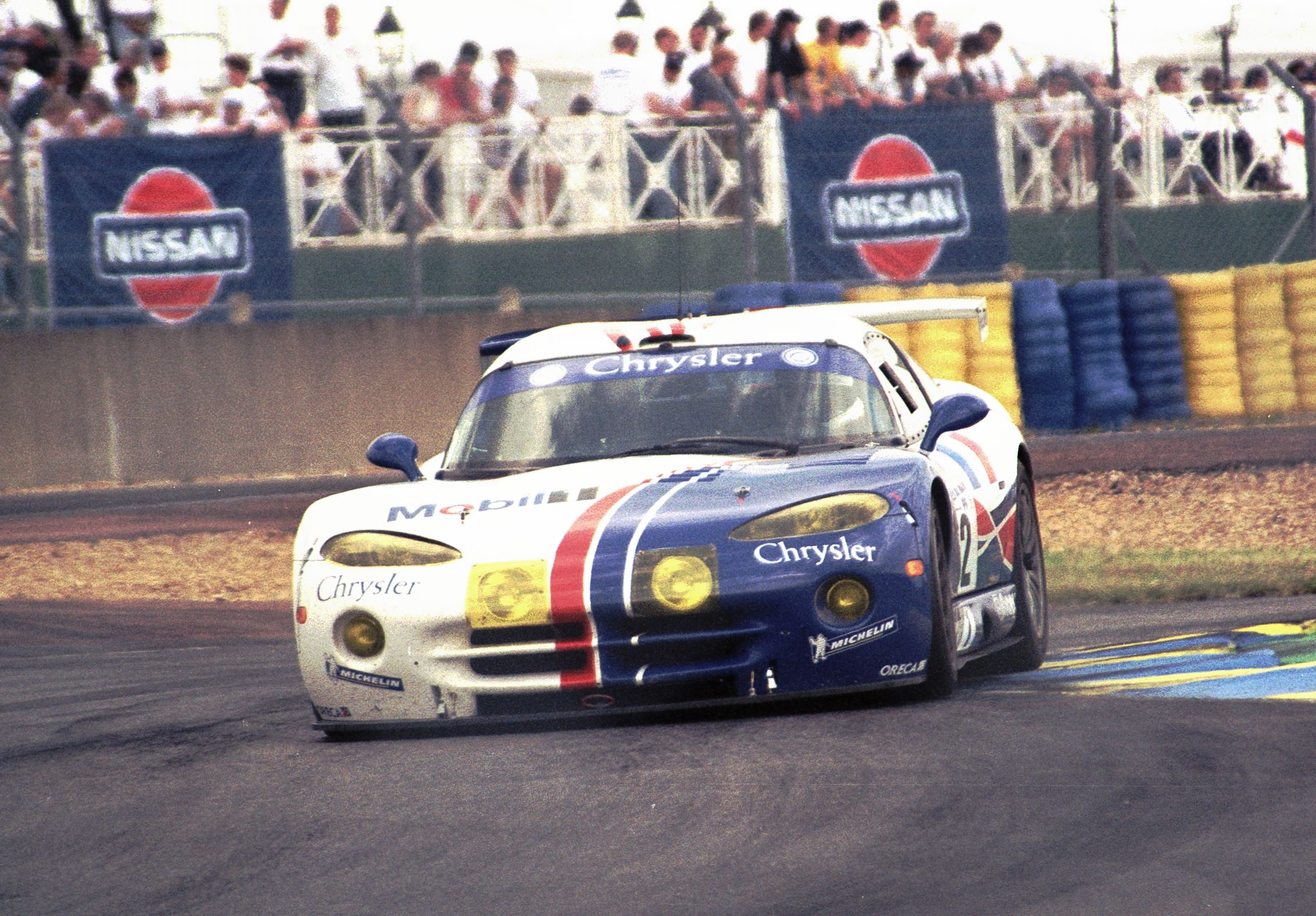
Die GT2-Klasse gewannen Justin Bell und Tommy Archer im Chrysler Viper GTS-R, hier beim 24-Stunden-Rennen von Le Mans 1999

Das 4-Stunden-Rennen von Silverstone 1997, auch British Empire Trophy, Silverstone, fand am 11. Mai auf dem Silverstone Circuit statt und war der zweite Wertungslauf der FIA-GT-Meisterschaft dieses Jahres.

## Das Rennen
Auch der zweite Wertungslauf der Meisterschaft endete mit dem Gesamtsieg eines von Schnitzer Motorsport eingesetzten McLaren F1 GTR. Diesmal siegten Peter Kox und Roberto Ravaglia vor dem Mercedes-Benz CLK GTR von Bernd Schneider und Alexander Wurz, wobei das Ergebnis äußerst knapp ausfiel. Im Ziel lag der Mercedes nur 0,7 Sekunden hinter dem McLaren. Die GT2-Klasse gewannen Justin Bell und Tommy Archer im von Oreca eingesetzten Chrysler Viper GTS-R. Das Rennen wurde nach einer Fahrzeit von 3:20:27,077 Stunden wegen starken Regens abgebrochen.

## Ergebnisse

### Schlussklassement
| 1               | GT1 | 9  | BMW Schnitzer Motorsport       | Peter Kox Roberto Ravaglia                           | McLaren F1 GTR          | 87 |
| 2               | GT1 | 11 | AMG-Mercedes                   | Bernd Schneider Alexander Wurz                       | Mercedes-Benz CLK GTR   | 87 |
| 3               | GT1 | 8  | BMW Schnitzer Motorsport       | JJ Lehto Steve Soper                                 | McLaren F1 GTR          | 87 |
| 4               | GT1 | 1  | Gulf Team Davidoff             | Andrew Gilbert-Scott Pierre-Henri Raphanel Ray Bellm | McLaren F1 GTR          | 87 |
| 5               | GT1 | 6  | Porsche AG                     | Hans-Joachim Stuck Thierry Boutsen                   | Porsche 911 GT1         | 87 |
| 6               | GT1 | 27 | Parabolica Motorsport          | Chris Goodwin Gary Ayles                             | McLaren F1 GTR          | 87 |
| 7               | GT1 | 18 | Schübel Rennsport              | Pedro Lamy Bob Wollek                                | Porsche 911 GT1         | 84 |
| 8               | GT2 | 52 | Viper Team Oreca               | Tommy Archer Justin Bell                             | Chrysler Viper GTS-R    | 83 |
| 9               | GT1 | 2  | Gulf Team Davidoff             | John Nielsen Thomas Bscher                           | McLaren F1 GTR          | 83 |
| 10              | GT2 | 56 | Roock Racing                   | Claudia Hürtgen Bruno Eichmann Ni Amorim             | Porsche 911 GT2         | 83 |
| 11              | GT2 | 51 | Viper Team Oreca               | Olivier Beretta Philippe Gache                       | Chrysler Viper GTS-R    | 82 |
| 12              | GT1 | 26 | Konrad Motorsport              | Franz Konrad Mauro Baldi                             | Porsche 911 GT1         | 82 |
| 13              | GT1 | 5  | David Price Racing             | David Brabham Perry McCarthy                         | Panoz Esperante GTR-1   | 81 |
| 14              | GT1 | 19 | Martin Veyhle Racing           | Gerd Ruch Alexander Grau                             | McLaren F1 GTR          | 80 |
| 15              | GT2 | 64 | Kremer Racing                  | Tomás Saldaña Alfonso de Orléans Carl Rosenblad      | Porsche 911 GT2         | 80 |
| 16              | GT2 | 65 | RWS                            | Raffaele Sangiuolo Luca Riccitelli Charles Margueron | Porsche 911 GT2         | 79 |
| 17              | GT2 | 68 | Rennsport Italia               | Angelo Zadra Renato Mastropietro Leonardo Maddalena  | Porsche 911 GT2         | 78 |
| 18              | GT2 | 76 | EMKA Racing                    | Steve O’Rourke Tim Sugden Win Percy                  | Porsche 911 GT2         | 78 |
| 19              | GT2 | 57 | Roock Racing                   | François Lafon Jean-Marc Smadja Stéphane Ortelli     | Porsche 911 GT2         | 78 |
| 20              | GT2 | 66 | Konrad Motorsport              | Toni Seiler Marco Spinelli Robert Nearn              | Porsche 911 GT2         | 78 |
| 21              | GT2 | 53 | Chamberlain Engineering        | Hans Hugenholtz Jari Nurminen                        | Chrysler Viper GTS-R    | 77 |
| 22              | GT2 | 54 | Chamberlain Engineering        | Richard Dean Peter Hardman                           | Chrysler Viper GTS-R    | 77 |
| 23              | GT2 | 62 | Stadler Motorsport             | Uwe Sick Denis Lay Axel Röhr                         | Porsche 911 GT2         | 77 |
| 24              | GT2 | 60 | Marcos Racing International    | John Schumann Christian Vann                         | Marcos LM600            | 77 |
| 25              | GT2 | 55 | Karl Augustin                  | Hans-Jörg Hofer Helmut Reis                          | Porsche 911 GT2         | 76 |
| 26              | GT1 | 31 | Karl Augustin                  | Karl Augustin Horst Felbermayr Stefano Buttiero      | Porsche 911 GT2 Evo     | 76 |
| 27              | GT2 | 63 | Krauss Motorsport              | Bernhard Müller Michael Trunk                        | Porsche 911 GT2         | 76 |
| 28              | GT2 | 75 | G-Force Strandell              | Geoff Lister John Greasley                           | Porsche 911 GT2         | 75 |
| 29              | GT2 | 58 | Estoril Racing Team            | Manuel Monteiro Michel Monteiro                      | Porsche 911 GT2         | 73 |
| 30              | GT2 | 50 | Agusta Racing Team             | Riccardo Agusta Almo Coppelli                        | Callaway Corvette LM-GT | 70 |
| 31              | GT2 | 79 | Saleen-Allen Speedlab          | Peter Owen James Kaye Richard Piper                  | Saleen Mustang SR       | 68 |
| 32              | GT1 | 10 | AMG-Mercedes                   | Alessandro Nannini Marcel Tiemann                    | Mercedes-Benz CLK GTR   | 68 |
| 33              | GT2 | 80 | Charles Morgan                 | Charles Morgan William Wykeham                       | Morgan Plus 8 GTR       | 66 |
| 34              | GT2 | 78 | Saleen-Allen Speedlab          | Robert Schirle David Warnock Allen Lloyd             | Saleen Mustang SR       | 65 |
| 35              | GT1 | 24 | GBF UK Ltd.                    | Mauro Martini Andrea Boldrini                        | Lotus Elise GT1         | 63 |
| Ausgefallen     |     |    |                                |                                                      |                         |    |
| 36              | GT1 | 16 | Roock Racing                   | Ralf Kelleners Yannick Dalmas                        | Porsche 911 GT1         | 48 |
| 37              | GT1 | 23 | GBF UK Ltd.                    | Luca Badoer Domenico Schiattarella                   | Lotus Elise GT1         | 46 |
| 38              | GT1 | 13 | GT1 Lotus Racing Franck Muller | Fabien Giroix Jean-Denis Delétraz                    | Lotus Elise GT1         | 45 |
| 39              | GT2 | 59 | Marcos Racing International    | Cor Euser Harald Becker                              | Marcos LM600            | 45 |
| 40              | GT1 | 15 | First Racing Project           | Ratanakul Prutirat Maurizio Sandro Sala              | Lotus Elise GT1         | 41 |
| 41              | GT2 | 70 | Dellenbach Motorsport          | Rainer Bonnetsmüller Manfred Jurasz                  | Porsche 911 GT2         | 33 |
| 42              | GT2 | 78 | Saleen-Allen Speedlab          | Steve Saleen Price Cobb Carlos Palau                 | Saleen Mustang SR       | 17 |
| 43              | GT1 | 14 | GT1 Lotus Racing Franck Muller | Jan Lammers Mike Hezemans                            | Lotus Elise GT1         | 15 |
| 44              | GT1 | 20 | DAMS Panoz                     | Éric Bernard Franck Lagorce                          | Panoz Esperante GTR-1   | 7  |
| 45              | GT1 | 4  | David Price Racing             | Andy Wallace James Weaver                            | Panoz Esperante GTR-1   | 4  |
| 46              | GT1 | 17 | JB Racing                      | Emmanuel Collard Jürgen von Gartzen                  | Porsche 911 GT1         | 1  |
| 47              | GT1 | 22 | BMS Scuderia Italia            | Pierluigi Martini Christian Pescatori                | Porsche 911 GT1         | 1  |
| Nicht gestartet |     |    |                                |                                                      |                         |    |
| 48              | GT1 | 3  | Gulf Team Davidoff             | Jean-Marc Gounon Pierre-Henri Raphanel               | McLaren F1 GTR          | 1  |
| 49              | GT2 | 69 | Proton Competition             | Gerold Ried Patrick Vuillaume                        | Porsche 911 GT2         | 2  |

1 nicht gestartet
2 nicht gestartet

### Nur in der Meldeliste
Zu diesem Rennen sind keine weiteren Meldungen bekannt.

### Klassensieger
| Klasse | Fahrer       | Fahrer           | Fahrzeug             | Platzierung im Gesamtklassement |
| ------ | ------------ | ---------------- | -------------------- | ------------------------------- |
| GT1    | Peter Kox    | Roberto Ravaglia | McLaren F1 GTR       | Gesamtsieg                      |
| GT2    | Tommy Archer | Justin Bell      | Chrysler Viper GTS-R | Rang 8                          |

### Renndaten
- Gemeldet: 49
- Gestartet: 47
- Gewertet: 35
- Rennklassen: 2
- Zuschauer: unbekannt
- Wetter am Rennwochenende: starker Regen
- Streckenlänge: 5,140 km
- Fahrzeit des Siegerteams: 3:20:27,077 Stunden
- Runden des Siegerteams: 87
- Distanz des Siegerteams: 447,441 km
- Siegerschnitt: 133,859 km/h
- Pole Position: Bernd Schneider – Mercedes-Benz CLK GTR (#11) – 1:41,193 = 182,867 km/h
- Schnellste Rennrunde: Pedro Lamy – Porsche 911 GT1 (#18) – 1:45,946 = 174,664 km/h
- Rennserie: 2. Lauf zur FIA-GT-Meisterschaft 1997